# Степанов Олександр Миколайович (письменник)
Олександр Миколайович Степанов (рос. Александр Николаевич Степанов; 21 січня (2 лютого) 1892, Одеса — 30 жовтня 1965, Москва) — радянський письменник. Лауреат Сталінської премії першого ступеня (1946). Член ВКП(б) з 1947 року.

## Життєпис
Олександр Степанов народився 2 лютого (за іншими даними, 2 вересня) 1892 року в Одесі в сім'ї офіцера. У 1901—1903 роках навчався в Полоцькому кадетському корпусі (за іншими даними, у Сумському кадетському корпусі). У 1903 році сім'я переїхала до Порт-Артура. У віці дванадцяти років брав участь в обороні Порт-Артура, його батько Микола Іванович Степанов командував батареєю Електричного Утьоса, а потім — Суворовською мортирною батареєю на Тигровому півострові. Дванадцятирічний хлопчисько все бачив і запам'ятовував, бувши зв'язковим у свого батька, намагався бути корисним, підвозив разом з іншими хлопцями воду на ослах до передових позицій. Був контужений, ледь не позбувся ніг, їх вилікував молодий тоді ще лікар Сергій Міротворцев, відомий згодом учений, з яким Олександр Степанов, уже як письменник, підтримував дружнє листування. Він «особисто знав Стесселів, Бєлих, Нікітіна, Кондратенка і багатьох інших. У Білих бачив Степана Макарова, з мічманами забирався на броненосці; мріяв стати моряком…» Після капітуляції фортеці разом із батьком серед військовополонених потрапив у Наґасакі (він перебував у фортеці всі 329 днів). Мати, Лідія Миколаївна, у цей час викладала російську мову в гімназії в Одесі, куди Олександр Степанов і був відправлений з Японії разом із пораненими.
Під впливом матері з дитинства полюбив книжки та навчився записувати свої враження — щоденники він вів усе життя. У 1913 році він закінчив Санкт-Петербурзький технологічний інститут, але у зв'язку з початком війни його призвали в армію. Усю Першу світову війну провів на фронті. Усе та ж спостережливість і звичка до фіксації побаченого дозволили йому пізніше створити «Записки гвардійця», повісті «Похід у Східну Пруссію» і «Артилеристи», що зберігаються в архіві письменника. У 1917 році Степанова відправили в Артилерійську академію в Петроград. Брав участь у Громадянській війні, на боці червоних — у розгромі Юденича, брав участь із загоном путіловських робітників у боях під Нарвою 23 лютого 1918 року, командував артилерійським дивізіоном, воював під Ростовом і Катеринодаром. У ніч на 17 березня 1921 року, під час штурму Кронштадта, під час придушення кронштадтського заколоту Степанов провалився під лід Фінської затоки, тяжко захворів і його евакуювали для лікування на південь, у Краснодар.
У Краснодарі письменник жив до 1942 року, працював інженером, викладав у вишах і технікумах. У 1932 році бруцельоз надовго прикував його до ліжка, але це дало йому змогу пригадати, передумати, наново «перевідчути» та переосмислити події, в яких він брав участь, усе побачене ним.
Помер 30 жовтня 1965 року в Москві. Похований у Москві на Новодівичому цвинтарі (ділянка № 6).

## Творчість
Вимушена бездіяльність зосередила всі його думки на книзі про героїчну оборону Порт-Артура. Перші досліди показали, що одних особистих вражень і спогадів недостатньо для створення серйозного твору. Записки, які вів під час оборони Порт-Артура батько письменника, звісно, дуже допомагали, але й цього явно було мало. Тоді Олександр Степанов взявся за збір матеріалів про події того часу, почав читати про Порт-Артур і російсько-японську війну все, що вдавалося дістати в Краснодарі, всіма можливими шляхами намагався отримувати книги з Москви та інших міст.
Друкуватися почав із 1938 року. У багатоплановому романі «Порт-Артур» і його продовженні — романі «Сім'я Звонарьових» (1959—1963, не завершено), завдяки копіткому хронологічному відтворенню того, що відбувалося, показано не тільки героїзм російських солдатів та офіцерів у війні 1904—1905 років, а й дано картину загострення соціальних конфліктів, створено живі, рельєфні портрети тих, із ким автору доводилося бути в безпосередніх контактах. За загальної спрямованості роману до документальності, факти, як того і вимагає художня література, викладаються без буквалізму; збірні образи героїв не підпорядковані також протокольному додержанню дій реальних учасників, які мали місце; проте твір володіє якостями переконливості, що неодноразово і було відзначено критиками.
Після виходу першої частини Олексій Новиков-Прибой писав Степанову: «…книга має велике пізнавальне значення і, я впевнений, буде сприйнята читачем з великим інтересом. Вашу книгу „Порт-Артур“ я прочитав із великим задоволенням. Написана вона правдиво, добре» (8 лютого 1941 року).
Рецензент роману, генерал-майор Олексій Ігнатьєв, учасник російсько-японської війни, незабаром після виходу першої книжки «Порт-Артура» відзначив «чудові батальні сцени як на морі, так і на суходолі», «жвавість і правдивість зображення», чудове знання автором матеріалу, що дало йому змогу «не лише уникнути помилок, а й передати саму техніку війни».
У 1944 році роман був перевиданий великим накладом, а загалом за радянських часів перевидавався кілька десятків разів як у загальносоюзних, так і в республіканських та обласних видавництвах.
Отримав сотні листів від читачів. Учасники оборони Порт-Артура ділилися своїми спогадами, повідомляли невідомі факти героїчних епізодів, боїв. Використовуючи нові матеріали, Степанов постійно вдосконалював свій твір, уточнюючи характеристики, дописуючи нові глави та сцени.
Роман було видано сімнадцять разів загальним накладом понад мільйон примірників, перекладено багатьма мовами, зокрема англійською, французькою, угорською, китайською, японською, чеською, польською, румунською, болгарською та іншими.
У 1946 році за романом Олександра Степанова ним у співавторстві з Іваном Поповим написана однойменна п'єса, за якою 1953 року було поставлено спектакль у Малому театрі (режисери Павло Марков і Констянтин Зубов). Багато театрів країни наслідували цей приклад, також був створений кіносценарій «Порт-Артур».
У 1958 році написана повість про Громадянську війну — «Сталевий робочий загін».

## Нагороди
- Сталінська премія 1-го ступеня (1946) — за роман «Порт-Артур»
- Орден Трудового Червоного Прапора (1952)
- Орден «Знак Пошани» (1962)